# Josiane Legendre
Pour les articles homonymes, voir Legendre.
Josiane Legendre est une joueuse d'échecs française.

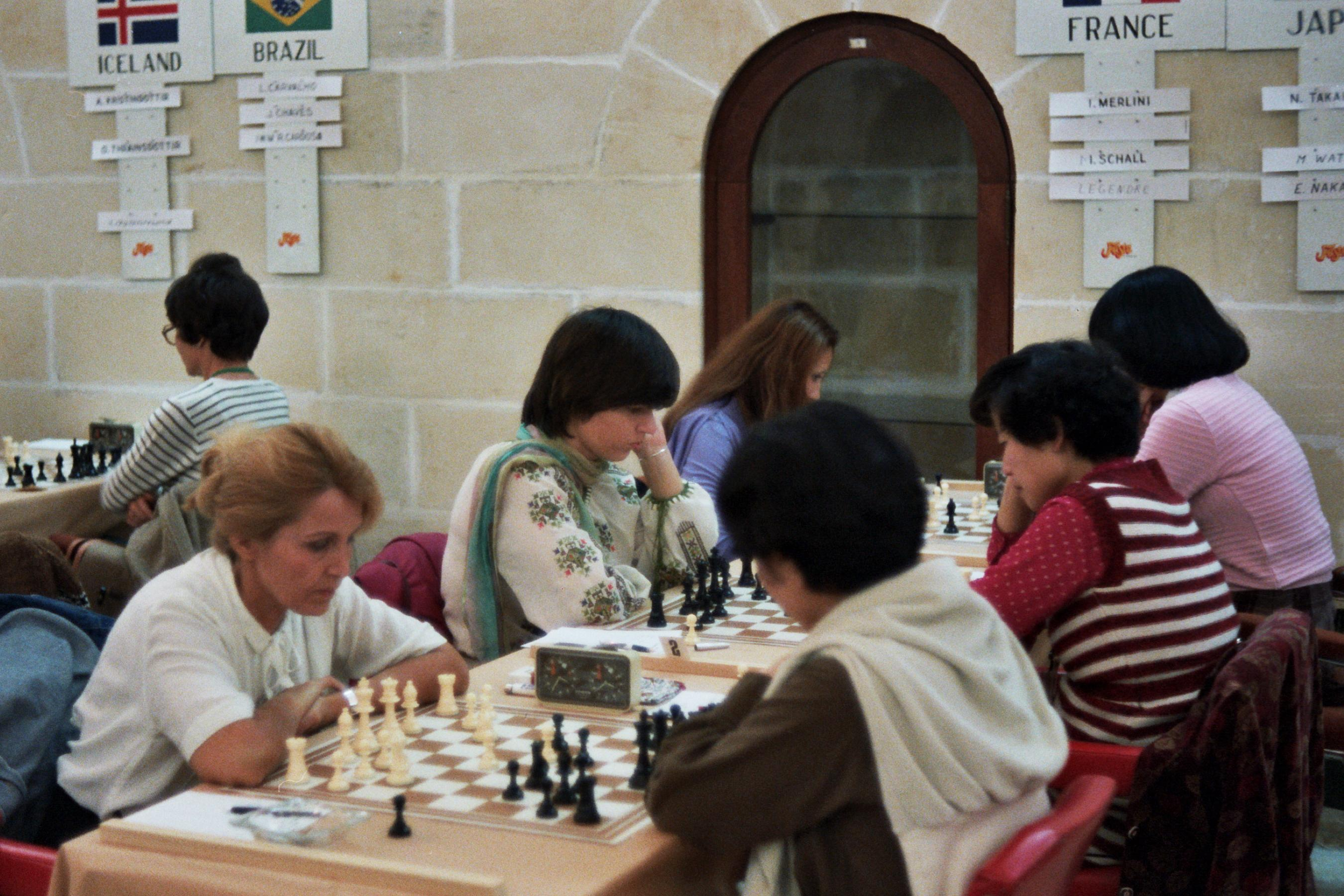
Milinka Merlini, Martine Dubois et Josiane Legendre affrontent l'équipe japonaise lors de l'Olympiade d'échecs de 1980 à La Valette.

## Carrière échiquéenne
Josiane Legendre devient vice-championne de France en 1975 en terminant 2e du tournoi avec 9 points derrière Milinka Merlini. Elle participe ensuite aux championnats de France féminin en 1976, 1977 et 1980 où elle termine respectivement 5e, 3e et 3e. Puis, elle intègre l'équipe de France lors de l'Olympiade d'échecs de 1980 organisée à Malte,.
Elle devient championne de France en 1981. Avec 7 points, elle termine première ex aequo avec Nina Evtouchenko-Boulongne et Nicole Tagnon mais remporte finalement le titre au départage Sonneborn-Berger.
Josiane Legendre fait la couverture de la revue Europe Échecs en décembre 1981. À la même période, elle participe aux qualifications du championnat du monde féminin d'échecs organisées par la FIDE à Benidorm pour la zone d'Europe occidentale. Elle finit 7e de son groupe avec un seul point marqué.
Elle participe enfin au championnat de France de 1982 où elle se classe 5e.